# Manuel de Lope
Jesús Manuel de Lope Rebollo (Burgos, 8 de enero de 1949) es un escritor español.

## Biografía
Formado en Madrid, lugar al que se trasladó con su familia, debe exiliarse en 1969 en París al estar perseguido por sus ideas políticas durante el franquismo. Más tarde se traslada a Ginebra, Brighton y Londres. Se ganó la vida trabajando para un marchante de arte, lo que marcó su profundo conocimiento de la pintura que más tarde se ha reflejado en su obra.
Carlos Barral lo descubre y publica su primera obra, Albertina en el país de los garamantes (1978). Se mantuvo en el extranjero hasta 1993, en que regresó a Madrid.

## Obra[1]

### Narrativa[2]
- Un zorro tiene hambre (Caja de Ahorros provincial de Valladolid, 1971), cuento, Premio Jauja
- Suicidio (en Revista de Occidente, núms. 113-114; 1972), cuento
- Albertina en el país de los garamantes (Barral Editores, 1978), novela
- El otoño del siglo (Argos Vergara, 1981), novela
- Los labios de vermut (Argos Vergara, 1983), novela
- Madrid Continental (Alfaguara, 1987), novela
- Verano en Santander (en El País Semanal, núm. 594; 1988), cuento
- Los amigos de Totí Tang (Plaza & Janés, 1990), cuento
- Shakespeare al anochecer (Alfaguara, 1993), novela
- El libro de piel de tiburón (Alfaguara, 1995), novela juvenil
- Bella en las tinieblas (Alfaguara, 1997), novela
- Las perlas peregrinas (Espasa, 1998), novela, Premio Primavera de novela
- Música para tigres (Espasa, 1999), cuentos
- La sangre ajena (Plaza & Janés, 2000), novela
- Otras islas (RBA, 2009), novela, finalista del Premio de la Crítica de Castilla y León[3]

### Libros de viaje
- Jardines de África (Alfaguara, 1987)
- Marsella (Destino, 1990)
- Iberia I: La puerta iluminada (Debate, 2004)
- Iberia II: La imagen múltiple (Debate, 2005)

### Biografía
- Octubre en el menú (Alfaguara, 1989)
- Azul sobre azul (RBA, 2011)

### Teatro
- El judío errante (en Bitzoc, revista trimestral de literatura, núm. 13; 1992)